# Égerszög
Égerszög é um município da Hungria, situado no condado de Borsod-Abaúj-Zemplén. Tem 10,77 km² de área e sua população em 2015 foi estimada em 59 habitantes.